# Avirey-Lingey
Avirey-Lingey est une commune française située dans le département de l'Aube en région Grand Est.
Comptant plus de 900 habitants en 1836, cette commune a vu son nombre d'habitants, appelés Avirey-Lingeois, diminuer régulièrement pour se stabiliser aux environs de 200 depuis les années 1970.
L'église Saint-Phal, reconstruite dans la première moitié du XVIe siècle et terminée au XIXe siècle, est inscrite à l'inventaire des monuments historiques ; les vitraux de cette église, datés du XVIe siècle, sont classés à cet inventaire.

## Géographie

### Localisation
Avirey-Lingey est un village de la Côte des Bar situé entre les communes de Bagneux-la-Fosse et de Arrelles. À vol d'oiseau, Avirey-Lingey est localisée à 6,3 km au sud-est des Riceys, à 38,2 km au sud-ouest de Bar-sur-Aube et à 34,6 km au sud-est de Troyes.

### Communes limitrophes
Six communes sont limitrophes d'Avirey-Lingey : 
|         | Arrelles         | Polisy             |
| Pargues | Avirey-Lingey    | Balnot-sur-Laignes |
|         | Bagneux-la-Fosse | Les Riceys         |

Les grandes villes les plus proches de Avirey-Lingey hors Paris sont Dijon (95,5 km) et Reims (138,5 km)

### Géologie et relief
La superficie de la commune est de 1 785 hectares ; son altitude varie entre 185 et 309 mètres.

### Hydrographie
La commune est dans la région hydrographique « la Seine de sa source au confluent de l'Oise (exclu) » au sein du bassin Seine-Normandie. Elle est drainée par la Sarce, la Sarce et divers autres petits cours d'eau,.
La Sarce, d'une longueur de 30 km, prend sa source dans la commune de Bragelogne-Beauvoir et se jette  dans un bras de la Seine à Virey-sous-Bar, après avoir traversé huit communes.

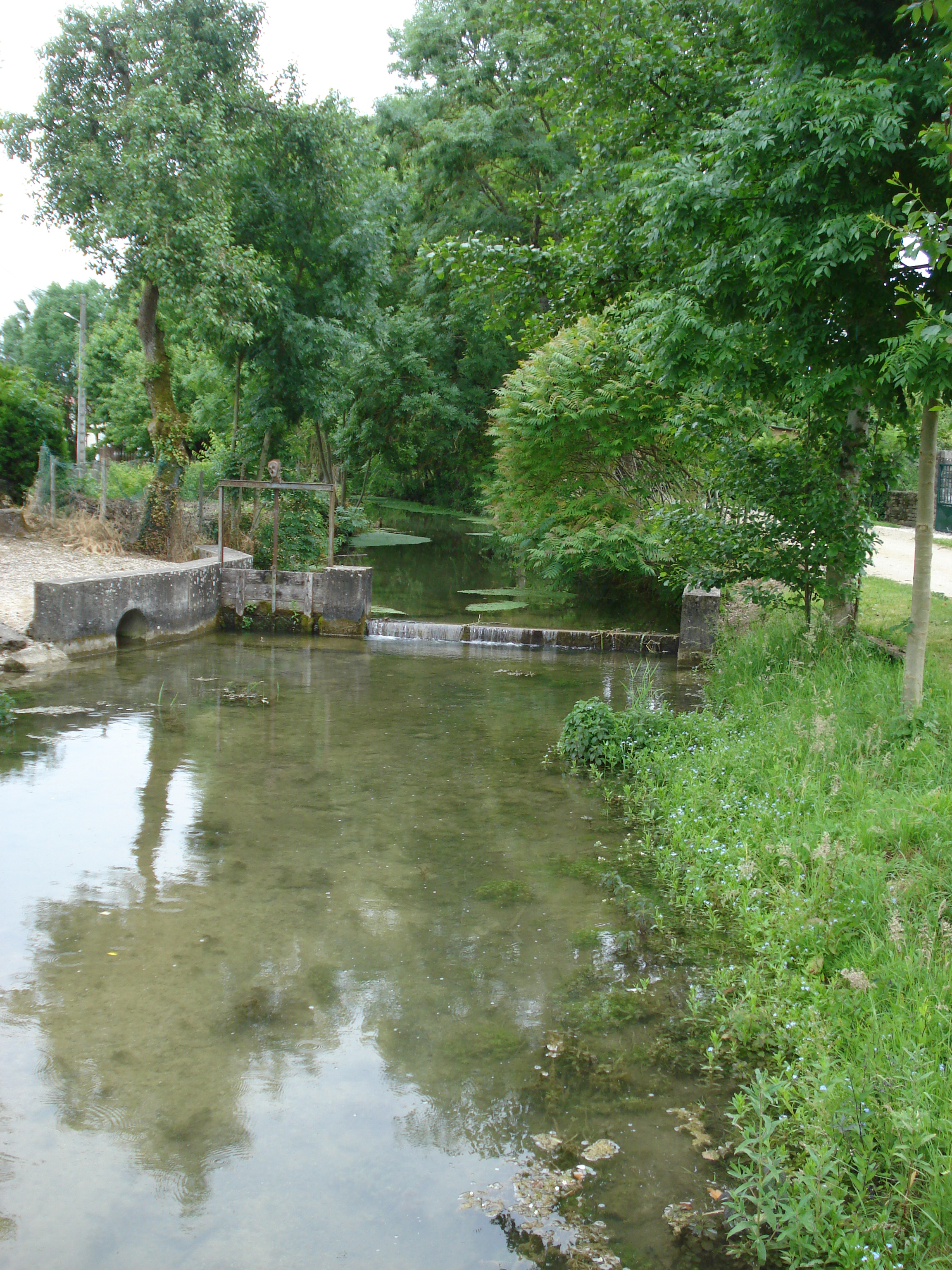
La Sarce.
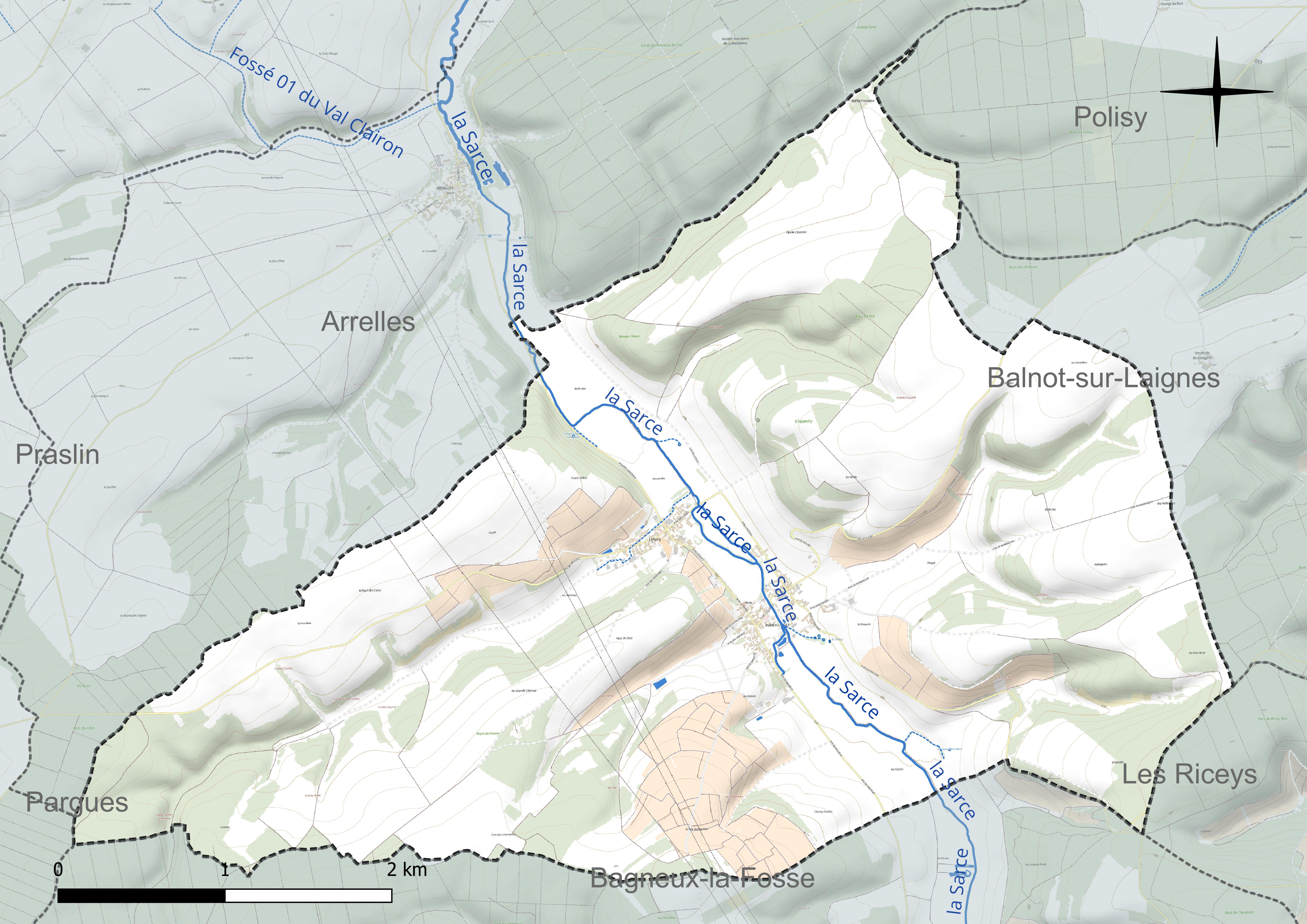
Réseau hydrographique d'Avirey-Lingey.

### Climat
Pour des articles plus généraux, voir Climat du Grand Est et Climat de l'Aube.
En 2010, le climat de la commune est de type climat océanique dégradé des plaines du Centre et du Nord, selon une étude du Centre national de la recherche scientifique s'appuyant sur une série de données couvrant la période 1971-2000. En 2020, Météo-France publie une typologie des climats de la France métropolitaine dans laquelle la commune est exposée à un climat océanique altéré et est dans la région climatique Lorraine, plateau de Langres, Morvan, caractérisée par un hiver rude (1,5 °C), des vents modérés et des brouillards fréquents en automne et hiver.
Pour la période 1971-2000, la température annuelle moyenne est de 10,2 °C, avec une amplitude thermique annuelle de 15,8 °C. Le cumul annuel moyen de précipitations est de 795 mm, avec 12,9 jours de précipitations en janvier et 8,2 jours en juillet. Pour la période 1991-2020, la température moyenne annuelle observée sur la station météorologique de Météo-France la plus proche, « Celles-sur-ource », sur la commune de Celles-sur-Ource à 9 km à vol d'oiseau, est de 11,4 °C et le cumul annuel moyen de précipitations est de 747,2 mm. 
La température maximale relevée sur cette station est de 40,6 °C, atteinte le 25 juillet 2019 ; la température minimale est de −15 °C, atteinte le 1er mars 2005,,.
Les paramètres climatiques de la commune ont été estimés pour le milieu du siècle (2041-2070) selon différents scénarios d'émission de gaz à effet de serre à partir des nouvelles projections climatiques de référence DRIAS-2020. Ils sont consultables sur un site dédié publié par Météo-France en novembre 2022.

### Voies de communication et transports
Avirey-Lingey est située sur la D 32 qui va de Bagneux-la-Fosse au sud à Arrelles au nord, puis Virey-sous-Bar au confluent de la D 971 qui conduit à Troyes.

## Urbanisme

### Typologie
Au 1er janvier 2024, Avirey-Lingey est catégorisée commune rurale à habitat dispersé, selon la nouvelle grille communale de densité à 7 niveaux définie par l'Insee en 2022.
Elle est située hors unité urbaine et hors attraction des villes,.

### Occupation des sols
L'occupation des sols de la commune, telle qu'elle ressort de la base de données européenne d’occupation biophysique des sols Corine Land Cover (CLC), est marquée par l'importance des territoires agricoles (71,7 % en 2018), une proportion identique à celle de 1990 (71,7 %). La répartition détaillée en 2018 est la suivante : 
terres arables (58,5 %), forêts (26,7 %), cultures permanentes (9,3 %), zones agricoles hétérogènes (3,9 %), zones urbanisées (1,7 %). L'évolution de l’occupation des sols de la commune et de ses infrastructures peut être observée sur les différentes représentations cartographiques du territoire : la carte de Cassini (XVIIIe siècle), la carte d'état-major (1820-1866) et les cartes ou photos aériennes de l'IGN pour la période actuelle (1950 à aujourd'hui).

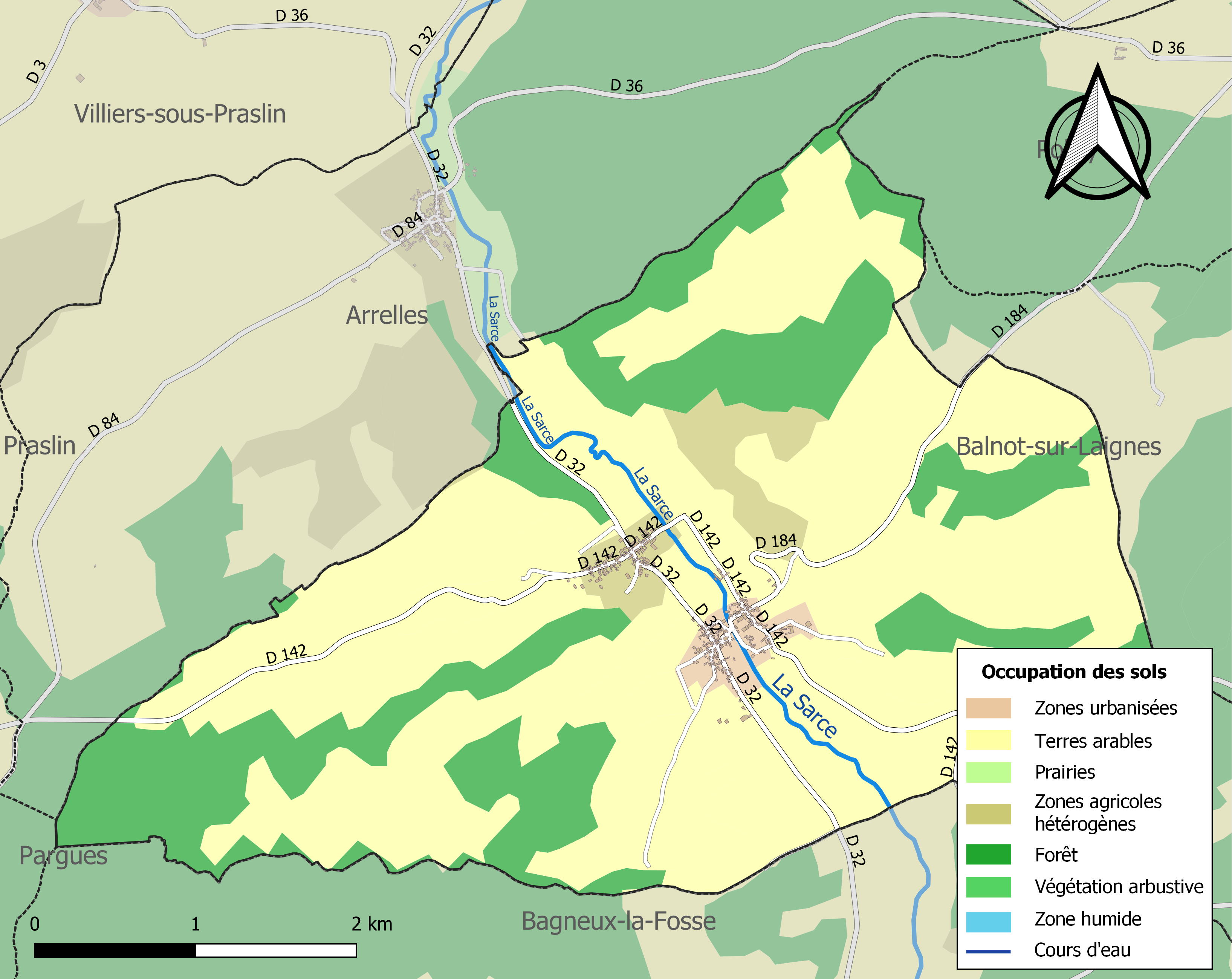
Carte des infrastructures et de l'occupation des sols de la commune en 2018 (CLC).

### Morphologie urbaine
Le territoire de la commune est essentiellement constitué du bourg d'Avirey et de l'ancien bourg de Lingey (ancienne commune de l'Aube avant 1791) qui le jouxte.

### Logement
| 1968 | 1975 | 1982 | 1990 | 1999 | 2009 |
| ---- | ---- | ---- | ---- | ---- | ---- |
| 138  | 159  | 142  | 138  | 147  | 149  |

Parmi ces logements (en 2009), 64,8 % étaient des résidences principales, 16,9 % des résidences secondaires et 18,3 % des logements vacants. Ces logements étaient à 98,0 % des maisons individuelles.
La proportion des résidences principales, propriétés de leurs occupants était de 89,6 %, en hausse par rapport à 1999 (84,1 %).

### Projets d'aménagements
Depuis 2004, la commune a lancé plusieurs chantiers importants portant sur la préservation et la sauvegarde du patrimoine local, en particulier ses deux principaux bâtiments : l’église et la mairie. L'église a été fermée en 2004 et un arrêté de péril signé en 2006.
En janvier 2013, la maire a annoncé l'aménagement d'une salle socioculturelle et la réfection du toit de la mairie.
La toiture de la mairie, qui a la particularité d'abriter une cloche, a été terminée en 2013. Quant à l’église Saint-Phal, les travaux de restauration ont débuté en 2009 et se poursuivaient en 2013.

## Toponymie
Le toponyme d'Avirey viendrait d'un nom de personne romaine Avirius.
D'anciennes mentions sont attestées : Avireium en 1081, Avirey en 1793 et Avirey-Luigé en 1801.

## Histoire
Avirey-Lingey est le regroupement de deux paroisses qui ont fusionné après la Révolution française. Une légende raconte qu'un saint patron nommé saint Phal, qui a vécu dans la commune au cours du VIe siècle et inscrit au Martyrologe romain, favorisait la fécondité des femmes.
Son vignoble était apprécié du roi Henri IV qui conviait son ministre Maximilien de Béthune, duc de Sully, à venir boire un verre de « ses bons vins d’Avirey  ».
Au XVIIe siècle, en raison d'épidémies et de la famine, il ne restait que peu d'habitants sur le territoire.
En 1872, Avirey-Lingey était composée de quatre auberges de vacances, cinq épiciers, un moulin et une huilerie artisanale.

## Politique et administration

### Tendances politiques et résultats

#### Élections législatives
Aux élections législatives de 2012, 78,70 % des voix se sont exprimées pour Jean-Claude Mathis (UMP) et 21,30 % % pour Yves Fournier (PS).

#### Élections présidentielles
Au second tour de l'élection présidentielle de 2002, 62,42% % des suffrages exprimés l'ont été pour Jacques Chirac (RPR) et 37,58 % pour Jean-Marie Le Pen (FN).
Au second tour de l'élection présidentielle de 2007, 80,14 % des suffrages exprimés l'iont été pour Nicolas Sarkozy (UMP) et 19,86 % pour Ségolène Royal (PS), le taux de participation était de 84,70 %.
Au second tour de l'élection présidentielle de 2012, 78,57 % des suffrages exprimés l'ont été pour Nicolas Sarkozy (UMP) et 21,43 % pour François Hollande (PS), le taux de participation était de 86,90 %.

### Administration municipale
Le nombre d'habitants de la commune étant compris entre 100 et 500, le nombre de membres du conseil municipal est de 11.

### Liste des maires

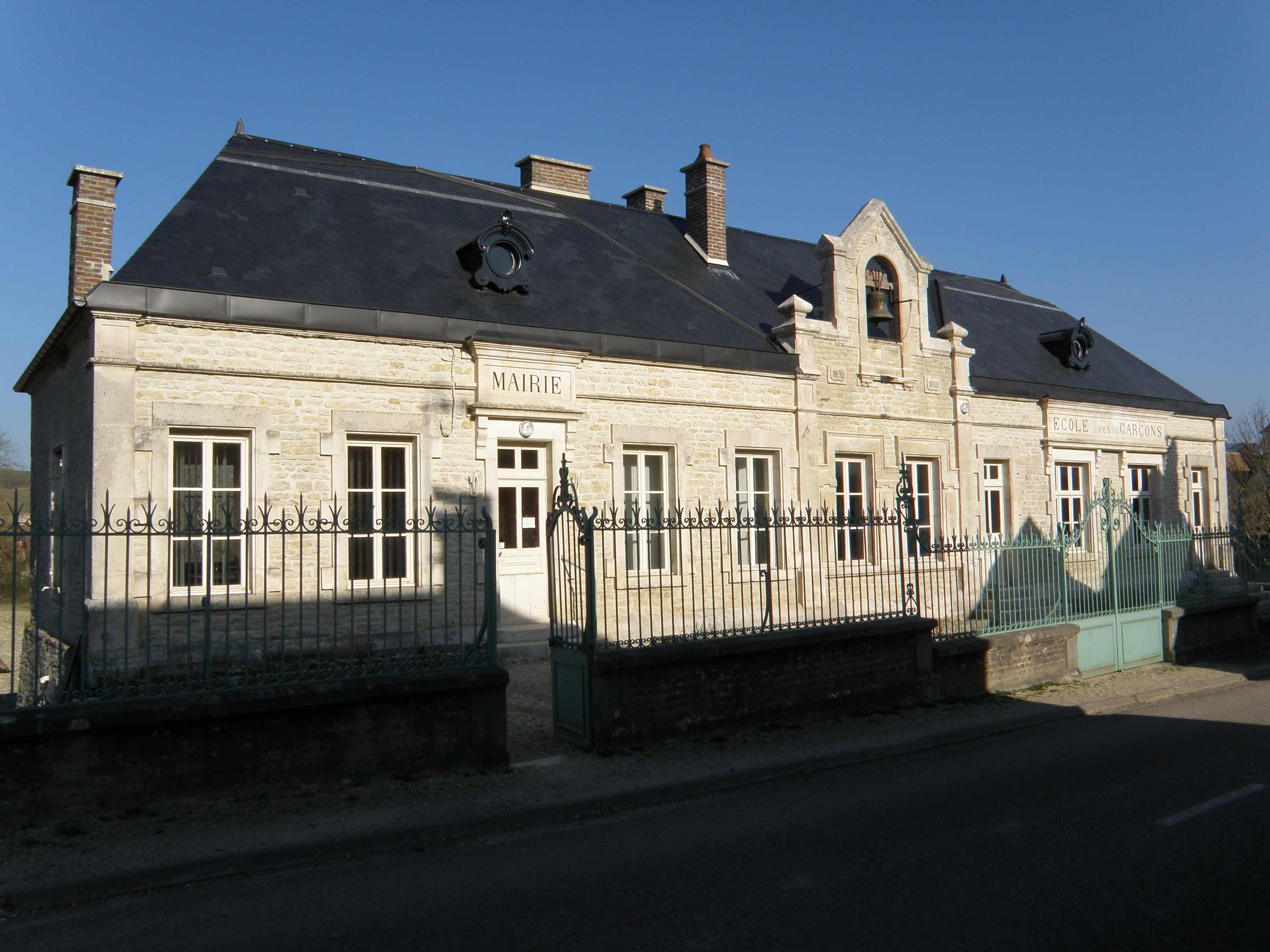
La mairie-école.

| Période                                  | Période   | Identité                                       | Étiquette | Qualité       |
| ---------------------------------------- | --------- | ---------------------------------------------- | --------- | ------------- |
| Les données manquantes sont à compléter. |           |                                                |           |               |
| avant 1857                               |           | X. Aubry                                       |           |               |
| mars 2001                                | mars 2008 | Serge Mathieu                                  |           |               |
| mars 2008                                | En cours  | Magali Rebours Réélue pour le mandat 2020-2026 | DVD       | Fonctionnaire |

### Instances judiciaires et administratives
Avirey-Lingey relève du tribunal d'instance de Troyes, du tribunal de grande instance de Troyes, de la cour d'appel de Reims, du tribunal pour enfants de Troyes, du conseil de prud'hommes de Troyes, du tribunal de commerce de Troyes, du tribunal administratif de Châlons-en-Champagne et de la cour administrative d'appel de Nancy.

### Politique environnementale
La commune s'est distinguée depuis plusieurs années en incitant les habitants et les viticulteurs en particulier à ne plus utiliser de produits phytosanitaires. C'est dans le cadre de cette politique, menée depuis 2010, que la commune a été labellisée en 2013.

### Finances locales
De 2008 à 2013, la gestion municipale a permis de maintenir la capacité d'autofinancement nette du remboursement en capital des emprunts à un taux par habitant meilleur que dans les communes de même type :
| Année | Dans la commune | Moyenne de la strate |
| ----- | --------------- | -------------------- |
| 2008  | 288 €           | 206 €                |
| 2009  | 470 €           | 205 €                |
| 2010  | 127 €           | 143 €                |
| 2011  | 322 €           | 179 €                |
| 2012  | 274 €           | 189 €                |

### Jumelages
Au 2 mars 2014, Avirey-Lingey n'est jumelée avec aucune commune.

## Population et société

### Démographie
Les habitants de la commune sont appelés les Avirey-Lingeois.

#### Évolution démographie
L'évolution du nombre d'habitants est connue à travers les recensements de la population effectués dans la commune depuis 1793. Pour les communes de moins de 10 000 habitants, une enquête de recensement portant sur toute la population est réalisée tous les cinq ans, les populations de référence des années intermédiaires étant quant à elles estimées par interpolation ou extrapolation. Pour la commune, le premier recensement exhaustif entrant dans le cadre du nouveau dispositif a été réalisé en 2008.

En 2022, la commune comptait 198 habitants, en évolution de −6,16 % par rapport à 2016 (Aube : +0,7 %, France hors Mayotte : +2,11 %).
| 1793 | 1800 | 1806 | 1821 | 1831 | 1836 | 1841 | 1846 | 1851 |
| ---- | ---- | ---- | ---- | ---- | ---- | ---- | ---- | ---- |
| 588  | 721  | 700  | 830  | 895  | 902  | 822  | 760  | 805  |

| 1856 | 1861 | 1866 | 1872 | 1876 | 1881 | 1886 | 1891 | 1896 |
| ---- | ---- | ---- | ---- | ---- | ---- | ---- | ---- | ---- |
| 734  | 764  | 474  | 676  | 677  | 641  | 663  | 620  | 599  |

| 1901 | 1906 | 1911 | 1921 | 1926 | 1931 | 1936 | 1946 | 1954 |
| ---- | ---- | ---- | ---- | ---- | ---- | ---- | ---- | ---- |
| 560  | 515  | 487  | 409  | 384  | 359  | 313  | 326  | 301  |

| 1962 | 1968 | 1975 | 1982 | 1990 | 1999 | 2006 | 2008 | 2013 |
| ---- | ---- | ---- | ---- | ---- | ---- | ---- | ---- | ---- |
| 282  | 260  | 212  | 225  | 198  | 210  | 220  | 223  | 217  |

| 2018 | 2022 | - | - | - | - | - | - | - |
| ---- | ---- | - | - | - | - | - | - | - |
| 201  | 198  | - | - | - | - | - | - | - |

#### Pyramide des âges
En 2021, le taux de personnes d'un âge inférieur à 30 ans s'élève à 27,3 %, soit en dessous de la moyenne départementale (35,0 %). De même, le taux de personnes d'âge supérieur à 60 ans est de 26,9 % la même année, alors qu'il est de 28,2 % au niveau départemental.
En 2021, la commune comptait 97 hommes pour 104 femmes, soit un taux de 51,74 % de femmes, légèrement supérieur au taux départemental (51,30 %).
Les pyramides des âges de la commune et du département s'établissent comme suit :
| Hommes | Classe d’âge | Femmes |
| ------ | ------------ | ------ |
| 0,0    | 90 ou +      | 1,9    |
| 7,2    | 75-89 ans    | 9,6    |
| 19,6   | 60-74 ans    | 15,4   |
| 19,6   | 45-59 ans    | 26,9   |
| 23,7   | 30-44 ans    | 21,2   |
| 10,3   | 15-29 ans    | 14,4   |
| 19,6   | 0-14 ans     | 10,6   |

| Hommes | Classe d’âge | Femmes |
| ------ | ------------ | ------ |
| 0,8    | 90 ou +      | 2,1    |
| 7,4    | 75-89 ans    | 10,2   |
| 17,4   | 60-74 ans    | 18,4   |
| 19,4   | 45-59 ans    | 19     |
| 17,8   | 30-44 ans    | 17,3   |
| 18,3   | 15-29 ans    | 15,9   |
| 19     | 0-14 ans     | 17,1   |

### Enseignement
Avirey-Lingey est située dans l'académie de Reims.
La commune n'administre aucune école maternelle ni école élémentaire.

### Manifestations culturelles et festivités
Grâce à sa salle polyvalente, la commune participe au festival de théâtre « D’une scène à l’autre » dont la troisième édition s'est déroulée en 2013.
La « route du champagne en fête », manifestation d'envergure qui dure deux jours, s'est déroulée à Avirey-Lingey en 2008, le record d'affluence a été battu avec plus de 30 000 visiteurs.

### Santé
Il n'y a ni médecin ni infirmier exerçant une activité à Avirey-Lingey. Les plus proches sont localisés aux Riceys.

### Médias
Le quotidien régional L'Est-Éclair assure la publication des informations locales à la commune.
La commune ne dispose pas de nœud de raccordement ADSL installé dans cette commune, ni de connexion à un réseau de fibre optique. Les lignes téléphoniques sont raccordées à des équipements situés à Bagneux-la-Fosse.

### Cultes
Seul le culte catholique est célébré à Avirey-Lingey. La commune est l'une des sept communes regroupées dans la paroisse « des Riceys », l'une des neuf paroisses de l'espace pastoral « Côtes des Bar » au sein du diocèse de Troyes, le lieu de culte est l'église paroissiale Saint-Phal.

## Économie

### Revenus de la population et fiscalité
En 2011, le revenu fiscal médian par ménage était de 34 189 €, ce qui plaçait Avirey-Lingey au 8 933e rang parmi les 31 886 communes de plus de 49 ménages en métropole.
En 2009, 36,7 % des foyers fiscaux n'étaient pas imposables.

### Emploi
En 2009, la population âgée de 15 à 64 ans s'élevait à 141 personnes, parmi lesquelles on comptait 88,6 % d'actifs dont 86,4 % ayant un emploi et 2,1 % de chômeurs.
On comptait 88 emplois dans la zone d'emploi, contre 81 en 1999. Le nombre d'actifs ayant un emploi résidant dans la zone d'emploi étant de 123, l'indicateur de concentration d'emploi est de 71,5 %, ce qui signifie que la zone d'emploi n'offre que trois emplois pour quatre habitants actifs.

### Entreprises et commerces
Au 31 décembre 2010, Avirey-Lingey comptait 53 établissements : 35 dans l’agriculture-sylviculture-pêche, 1 dans l'industrie, 1 dans la construction, 13 dans le commerce-transports-services divers et 3 étaient relatifs au secteur administratif.
En 2011, 2 entreprises ont été créées à Avirey-Lingey.
En 2012, le fleuriste est le seul établissement d'équipements et de services.
Avirey-Lingey est l'une des communes où peut être produit le chaource qui bénéficie d'une appellation d'origine contrôlée (AOC) depuis 1970 et d'une appellation d'origine protégée (AOP) (équivalent européen) depuis 1996.

## Culture locale et patrimoine

### Lieux et monuments

#### Monuments remarquables
La commune compte un monument inscrit à l'inventaire des monuments historiques et aucun lieu ou monument répertorié à l'inventaire général du patrimoine culturel. Par ailleurs, elle compte un objet classé à l'inventaire des monuments historiques et 30 objets répertoriés à l'inventaire général du patrimoine culturel, tous situés à l'intérieur de l'église.
L'église Saint-Phal d'Avirey a été reconstruite dans la première moitié du XVIe siècle et terminée au XIXe siècle. Elle appartenait, avant la Révolution, au diocèse de Langres. Elle est inscrite depuis le 6 juillet 1925. Les vitraux de cette église, datés du XVIe siècle sont classés depuis le 5 décembre 1908.

Vues de l'extérieur de l'église Saint-Phal.
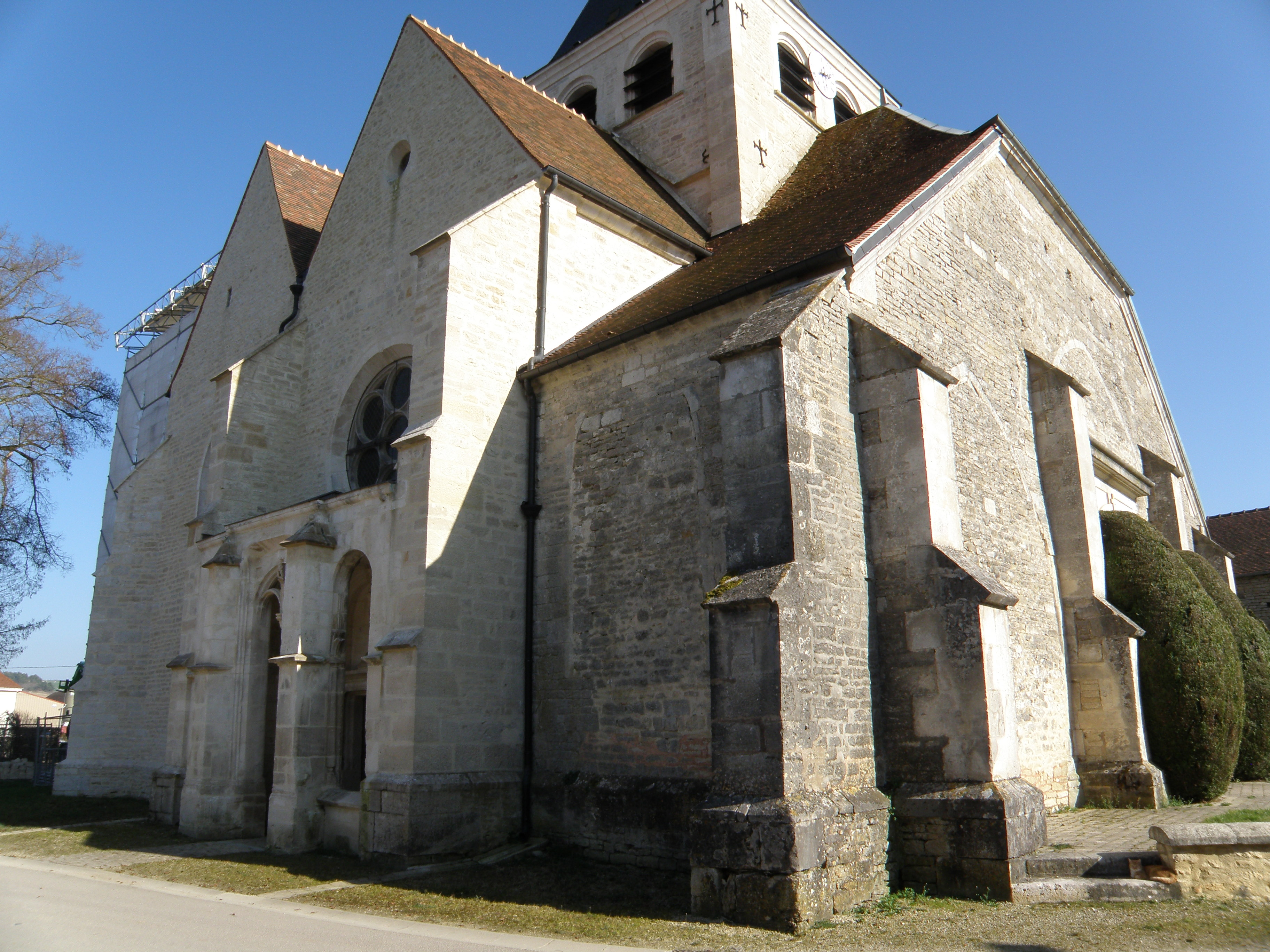
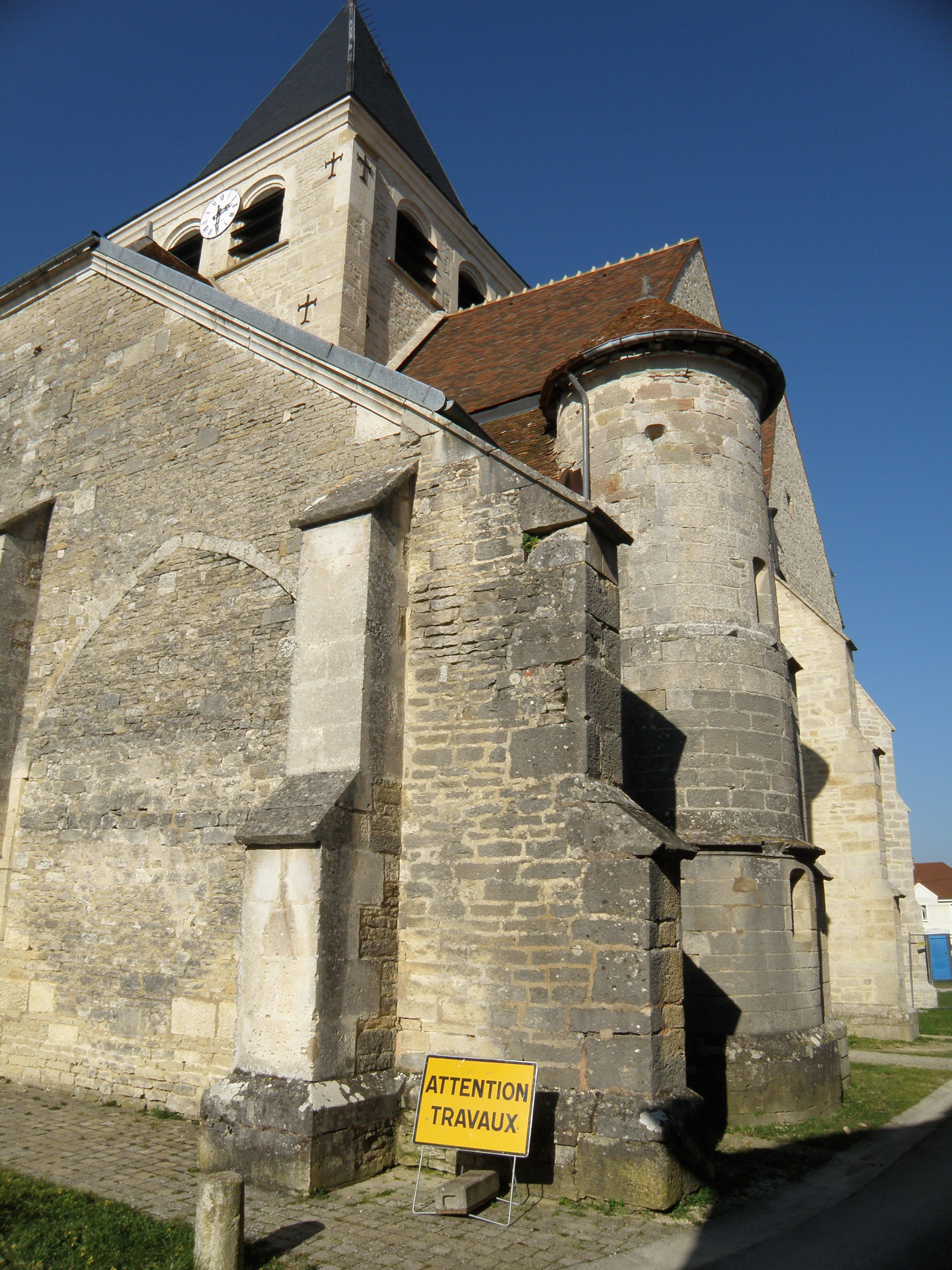
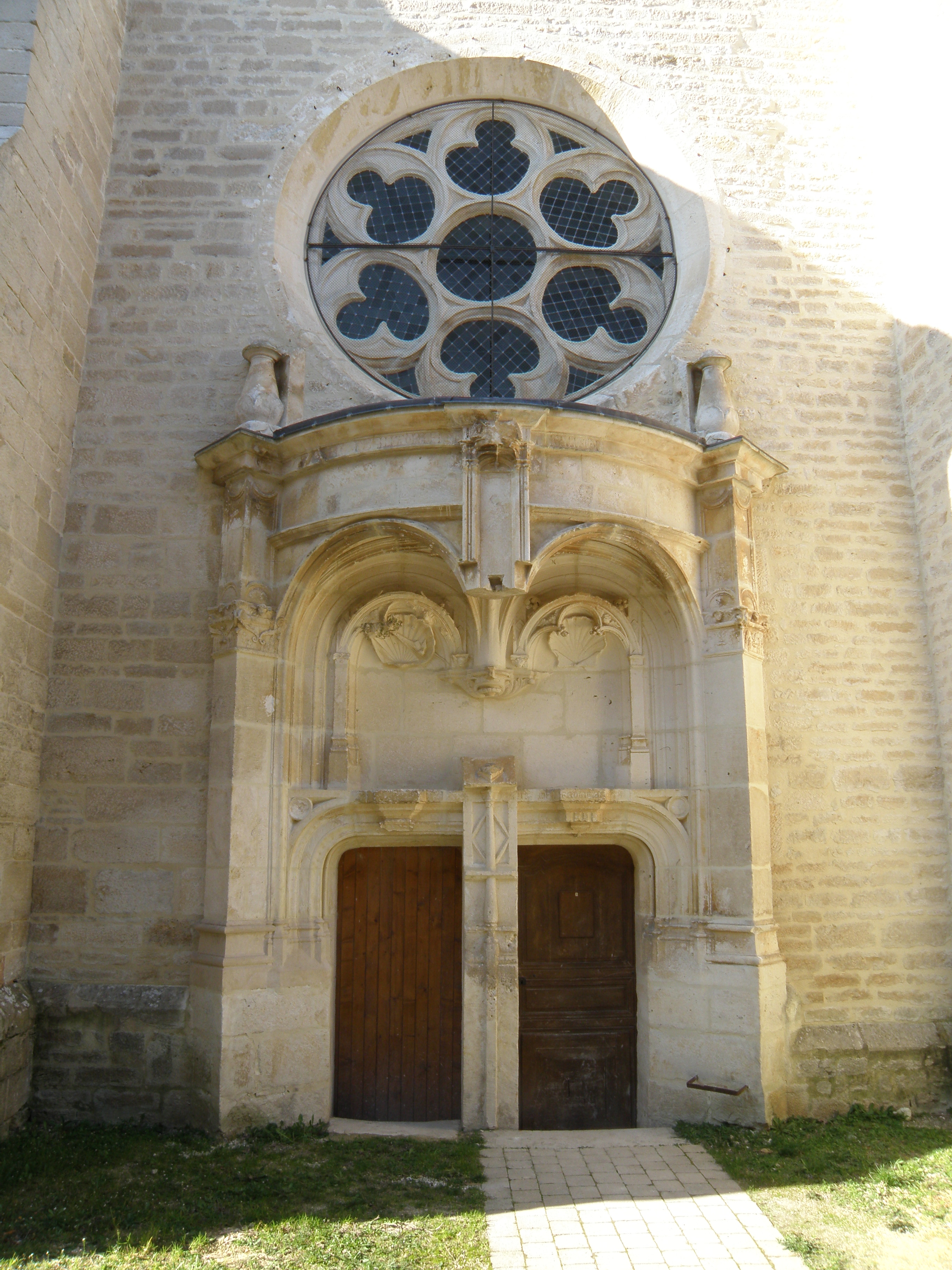
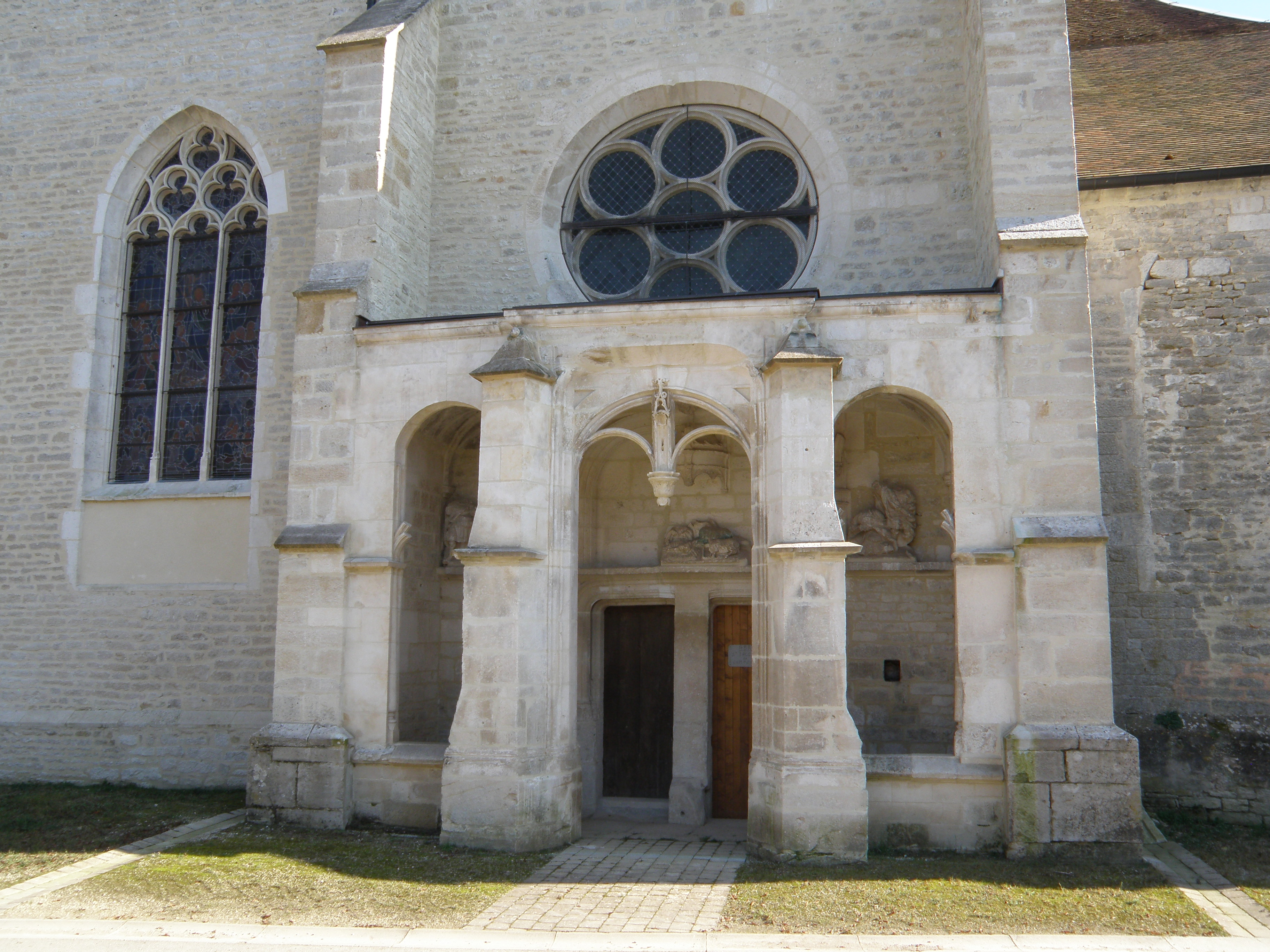
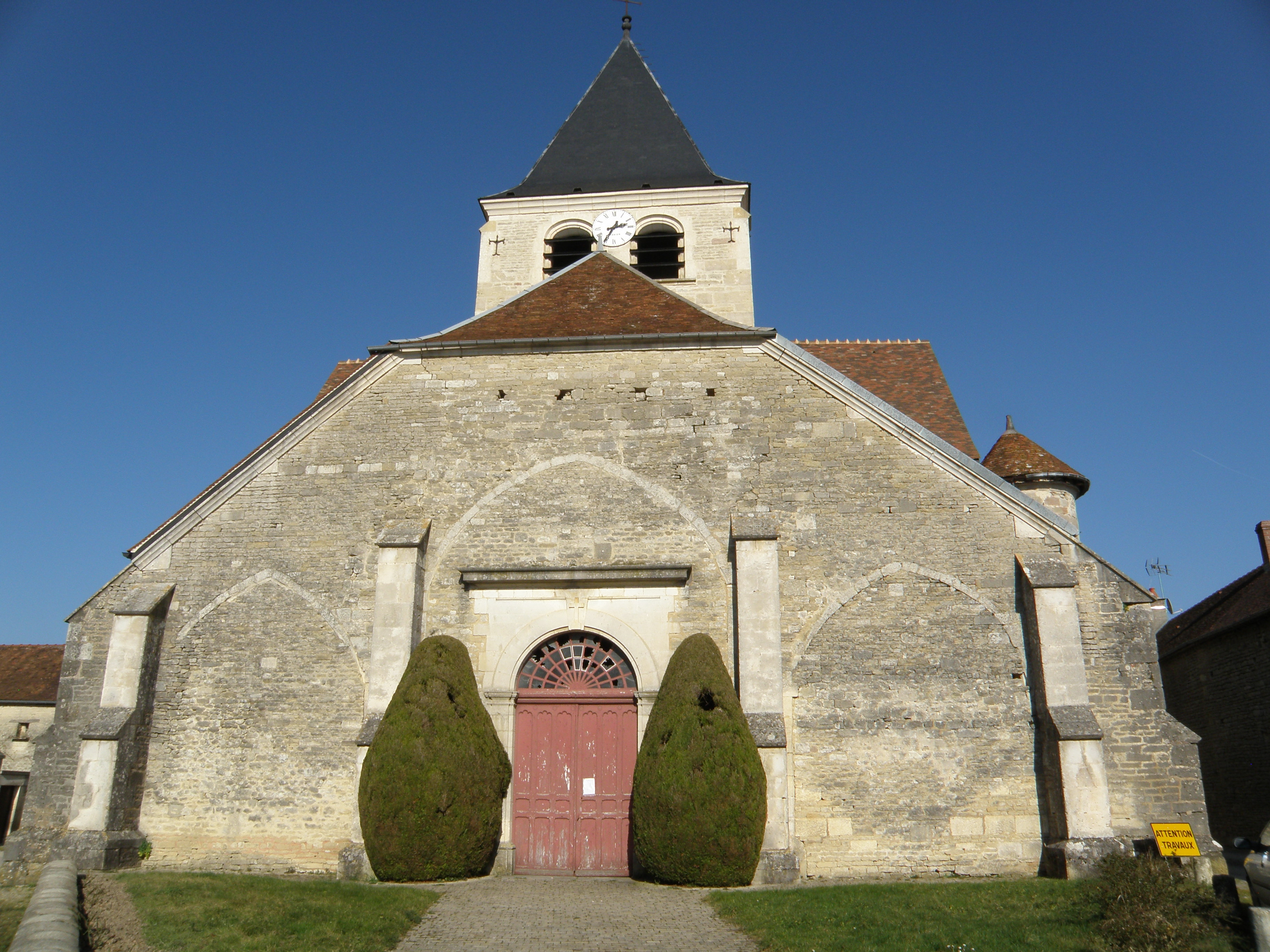

#### Autres lieux et monuments
On peut également citer la chapelle Sainte-Geneviève de Lingey dont la nef est romane et le chœur du XVIe siècle. La chapelle a été incendiée en 1722. Les réparations entreprises de 1726 à 1760 ont dénaturé l'ensemble.